# Улица Республики (Тюмень)
У́лица Респу́блики (прежние названия — Большая Спасская (XVII век), Благовещенская (1704—1837), Александровская (1837—?) и Царская (?—1917) — центральная улица Тюмени, протяжённостью около 12 км. Начинается от набережной Туры в историческом центре, проходит с северо-запада на юго-восток, и завершается Ялуторовским трактом (федеральной трассой Р402 «Тюмень — Ялуторовск — Ишим — Омск»). Самая длинная улица Тюмени. Расположена в двух административных округах города — Центральном и Ленинском (разделены Холодильной ул.). На улице находятся гостиницы, офисные помещения, Западно-Сибирский инновационный центр нефти и газа, а также корпуса ТюмГУ, ТИУ, ГАУСЗ и ТГИК.

## Появление
Главной улицей Тюмени до Февральской революции была ул. Царская. Она отражала тогдашнее государственное устройство России, которая была монархией во главе с царем. В начале 1917 года в разгар Первой мировой войны все изменилось. Режим свергли, а царь Николай Романов отрекся от престола. Страну возглавило Временное правительство, которое должно было подготовить и провести Учредительное собрание. А уж на этом собрании представители всех слоев населения должны были решить, как дальше будет управляться Россия. В составе Временного правительства оказался молодой и очень амбициозный политик — Александр Керенский. Он был поклонником идеи провозглашения республики. Представителем Временного правительства в Тобольской губернии стал Василий Пигнатти, который был хорошо знаком с Александром Керенским. Можно сказать, что с его подачи мы и получили название для главной улицы нашего города. Об этом рассказывает краевед Александр Петрушин.
— Керенский летом 1917 года рассказал своему другу Василию Пигнатти, что вскоре в Тобольскую губернию привезут бывшего царя Николая Романова с семьей. Пигнатти подумал, что будет неудобно, если Романовых повезут через Тюмень, а в городе до сих пор есть Царская улица. Так что решено было ее переименовать. Там было несколько вариантов — Революции, Свободы, но выбор местные власти остановили на Республике, — говорит Петрушин.
Новое название главная тюменская улица получила в августе 1917 года, а в следующем месяце Россия была объявлена республикой. Александр Керенский и его соратники приняли такое решение после попытки военного переворота под руководством генерала Корнилова. Созыва Учредительного собрания ждать они не стали. Республикой Россия стала 1 сентября (14-го по новому стилю).

## История
В XVII веке от Тюменского острога начал разрастаться посад, стали формироваться первые улицы города. Одной из первых таких улиц, как свидетельствует летопись, стала «Большая Спасская проезжая улица», начинавшаяся у южных Спасских проезжих ворот. В 1704 году в начале улицы возведена Благовещенская церковь, первый каменный храм Тюмени, и улицу переименовали в Благовещенскую. Название служило улице до 1837 года, когда в честь приезда цесаревича Александра II улицу переименовали сначала в Александровскую, а затем в Царскую. После февральской революции 1917 года решением Городской Думы улица была переименована в ул. Республики. После прихода большевиков к власти в 1919 году название улицы было оставлено без изменений.
В советские времена улица сильно выросла и кардинально поменяла свой облик. После реконструкции улицы в начале 2000-х годов впервые появились качественное дорожное полотно и ливнёвка. Тюменцы позабыли о ямах, беспокоивших жителей многие столетия. Многие здания были отреставрированы. С 2008 года начата новая реконструкция. Улица расширяется, устанавливаются новые фонари, тротуары выкладываются брусчаткой. Под улицей планируется построить несколько подземных переходов.

## Улица Республики – душа и сердце Тюмени
Улица Республики — центральная улица Тюмени, большинство горожан называют ее самой красивой в городе.
Улица знаменита памятниками архитектуры. Тюменцы и гости города особо отмечают музей-усадьбу Колокольниковых — единственную сохранившуюся в Тюмени классическую купеческую усадьбу. Главная изюминка улицы – недавно построенная многоуровневая набережная с пешеходными и велосипедными дорожками. Теплыми летними вечерами жители и гости города любят прогуливаться по ней, фотографироваться и любоваться удивительно красивым видом на реку.  Многочисленные скверы и площади, а также Текутьевский бульвар тоже расположены на улице Республики. Улица одинаково красива как летом, так и зимой. Утопающая в зелени или усыпанная снегом, она всегда остается любимым местом встречи горожан. Улица Республики является прекрасным примером того, как хорошо могут сосуществовать рядом старое и новое. Она растет и развивается вместе с городом и, бесспорно, является его сердцем.

## См.Также
http://retromap.ru/show_pid.php?pid=g4565 — старые карты Тюмени
https://vk.com/tyumengrad — сообщество ВКОНТАКТЕ «ТЮМЕНЬ до НАШЕЙ ЭРЫ»

## Улица Республики: от Красина до Челюскинцев

#### Исторические здания
дом 7: Здание Сельскохозяйственной академии
Этот адрес известен многим не только в Тюменской области, но и за ее пределами. Здесь, в старинном центре Тюмени, с 1959 г. разместился сельскохозяйственный институт. Двухэтажное здание, выходящее фасадом на главную городскую улицу Республики, напоминает дворцы Санкт-Петербурга.
дом 12: Дом Щербакова

Одно из первых в Тюмени каменных зданий, в стиле классицизм. С 1893 г. в здании размещалась городская телефонная станция.
·дом 18:Дом Колокольниковых.

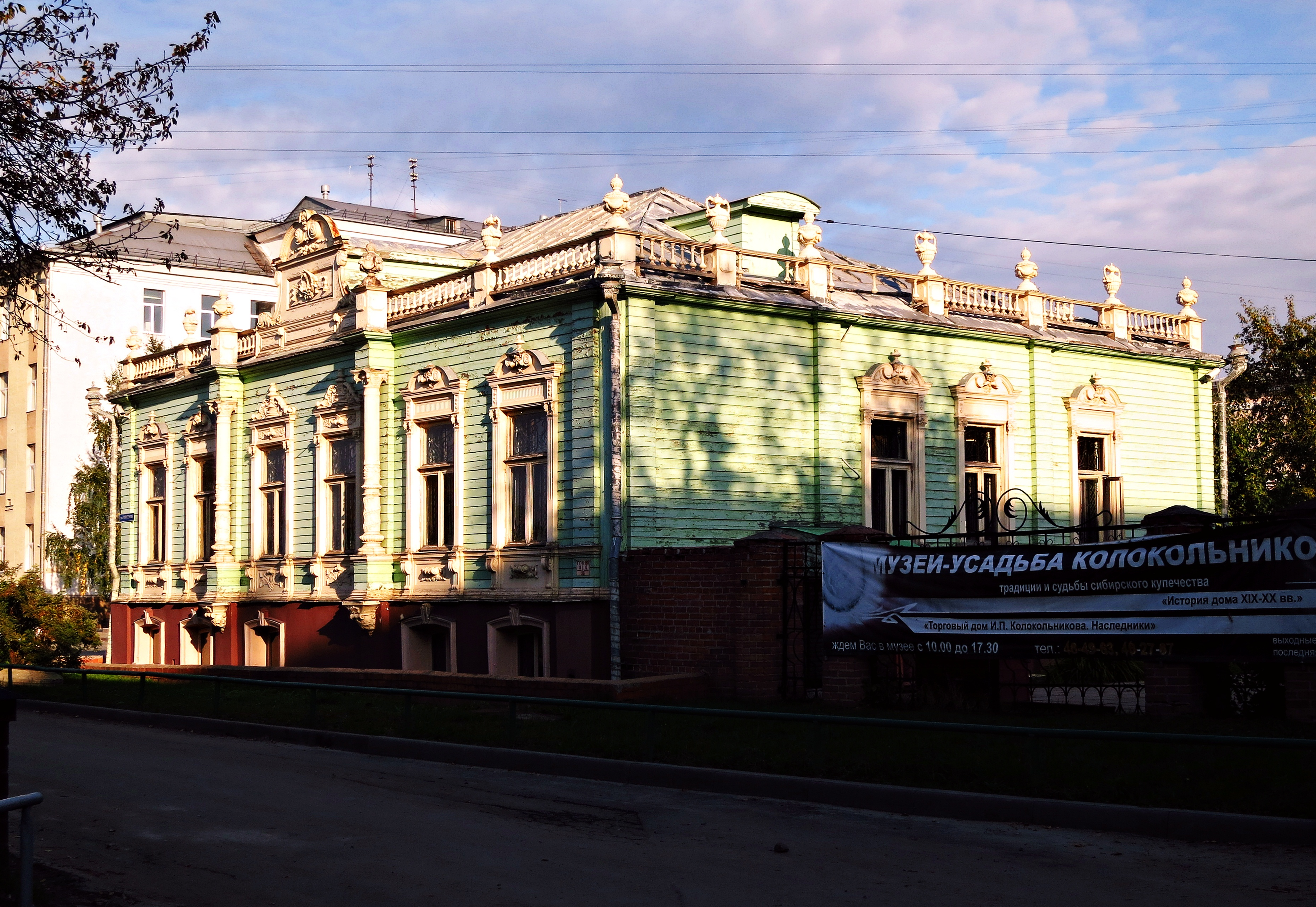
республики 18

Во время гражданской войны, в доме располагался штаб 51-й дивизии. Ныне — музей «Усадьба Колокольниковых».
дом 20: Комиссионный магазин
Сейчас является частью музея "Торговый дом И.П. Колокольникова"
дом 13: Дом Багаева

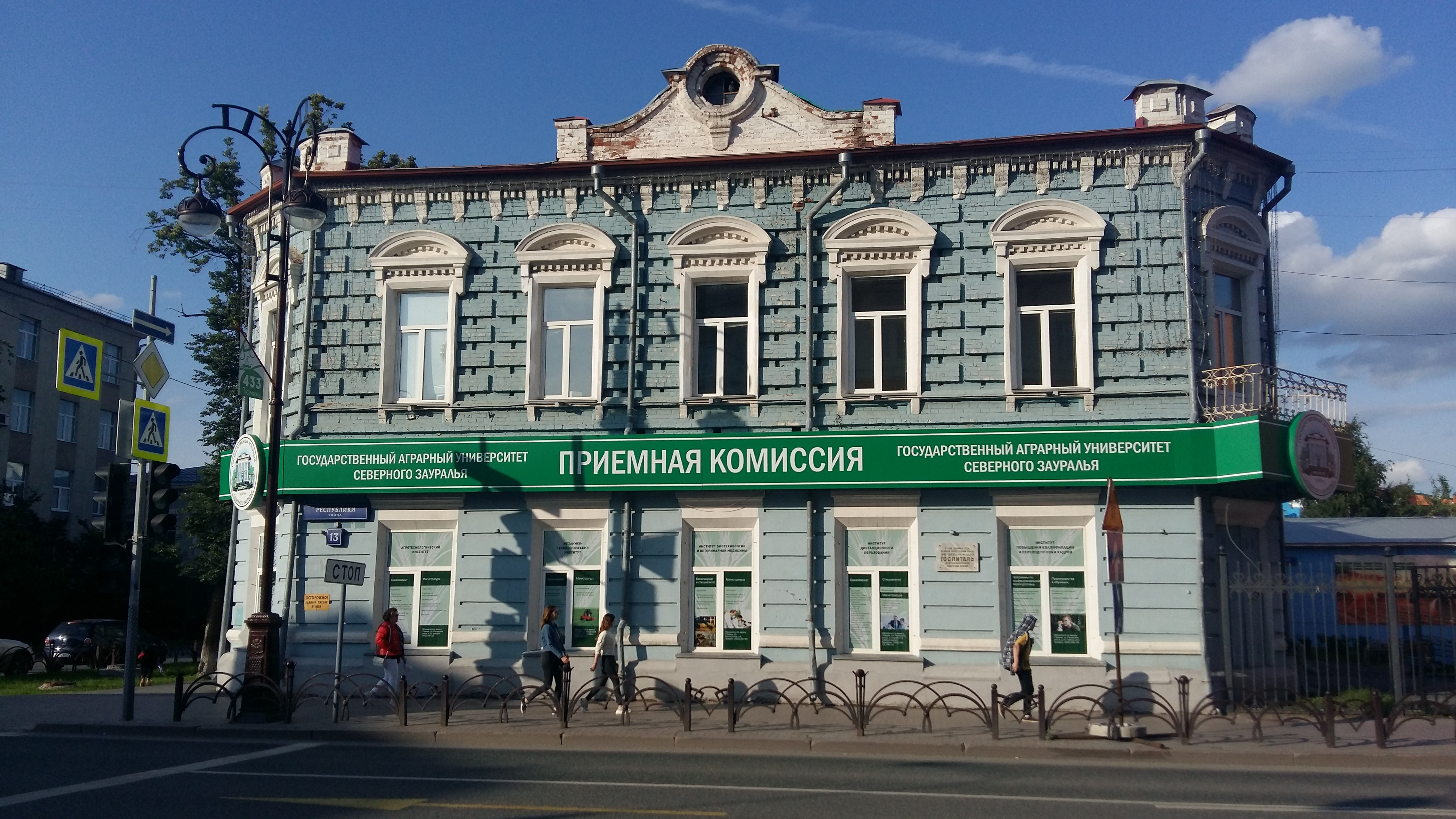
республики 13

Построен в 1870-х годах. В 1939 г. в здании размещался учебный корпус тюменского педагогического училища, в 1940 г. — техникум. 
дом 24: «Дом-Реконструктор»

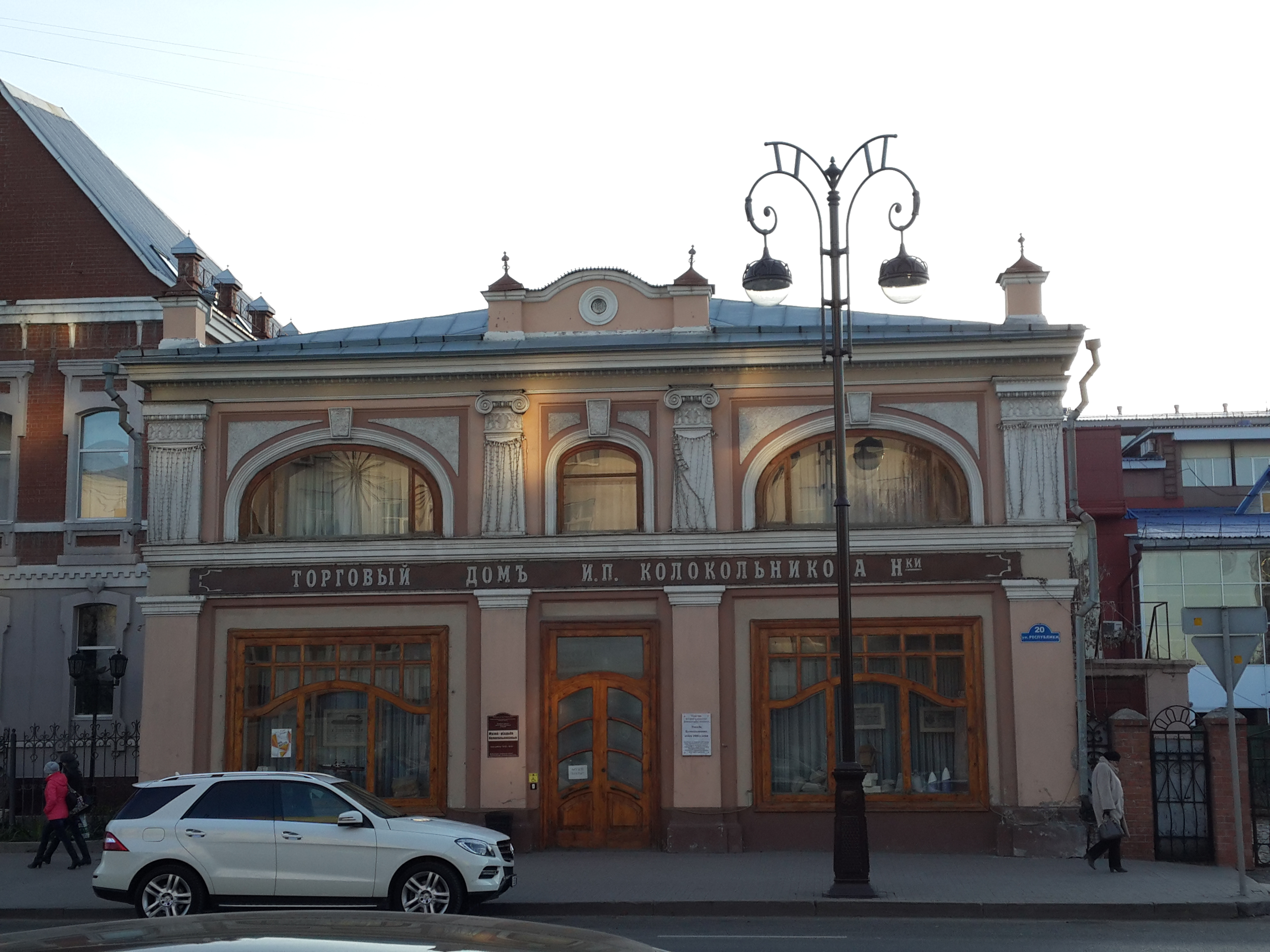
республики 24

В нём располагается гастроном и магазин «Сувениры».
дом 26: Дом Текутьева
дом 17: Дом Воробейчиковой и Ядрышникова
Ранее адрес был: ул. Республики, д. 15 и 17. Дома по этому адресу построен в конце XIX — начале XX в. С 1944 г. в здании располагалась школа № 1. Ныне — спортивная школа № 2 и департамент образования г. Тюмень.
дом 19: Тюменский государственный институт искусств и культуры
Располагается с 1991 г. 
дом 21: Дом Соколовой

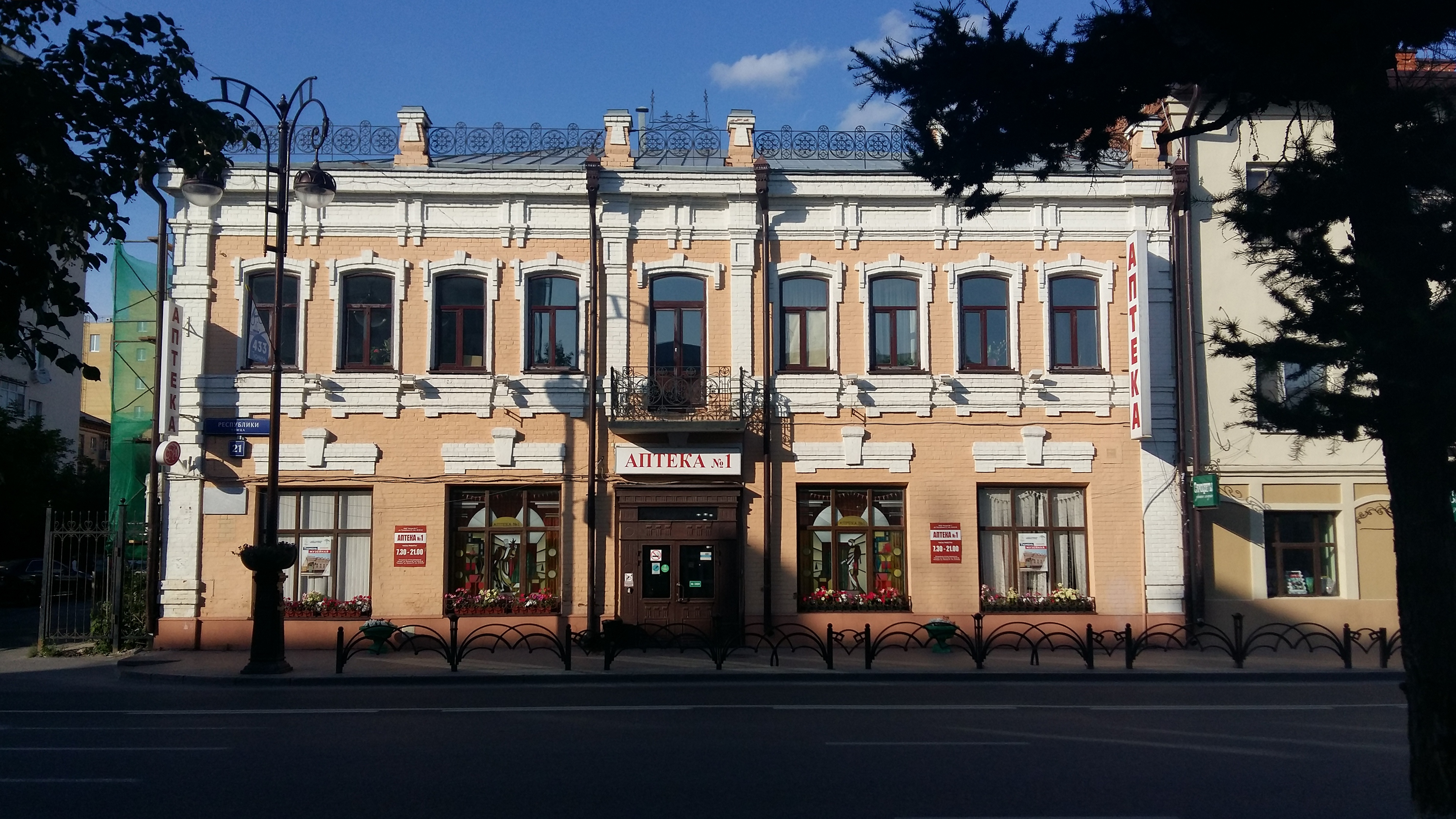
республики 21

Построен в начале XX в., там же была Аптека № 1 и областное аптекоуправление.
дом 30: Здание Пимокатного завода

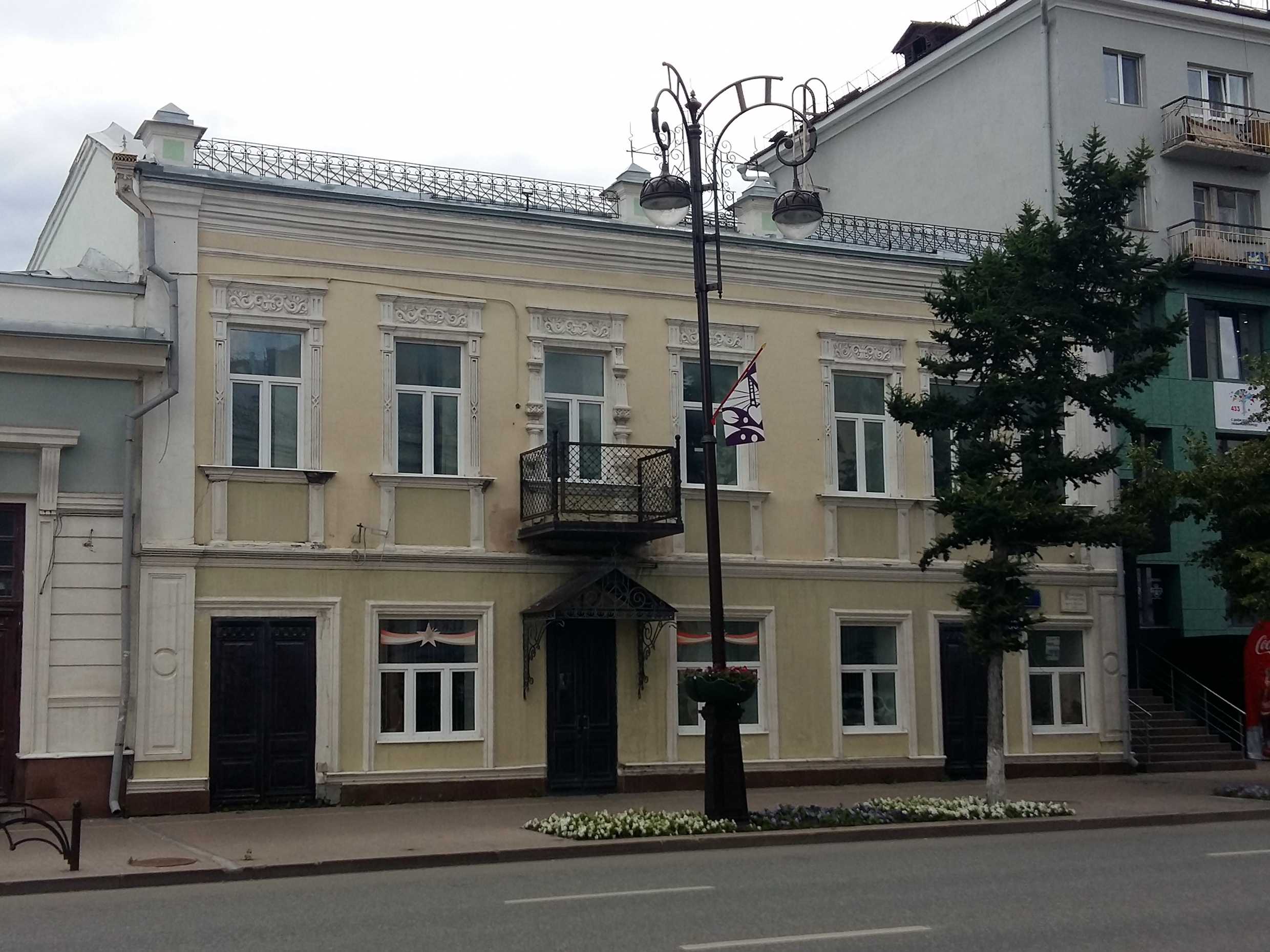
республики 30

Дом П. П. Воробейчиковой, пимокатный завод. С 2002 года в этом здании находилось отделение банка «Сбербанк».

### Площади и скверы
ПЛОЩАДЬ БОРЦОВ РЕВОЛЮЦИИ
Очертания площади появились на первом плане строительства Тюмени в 1766 г. Площадь заняла все пространство между улицами Республики и Володарского в начале 1970-х гг. Расположен памятник Борцам революции, с 21 октября 1967 года площадь официально называется площадью Борцов революции.
СКВЕР ПРОЩАНИЯ
В сквере установлена одна из самых трогательных скульптурных композиций — памятник «Прощание». Он посвящен всем школьникам, которые сразу после выпускного бала в 1941 году отправились на фронт.

### Городская среда
Раньше дорожное покрытие ул. Республики представляло собой булыжную мостовую, с 1956 года дорожное покрытие поменяли на асфальт. В связи с асфальтированием дороги, которое произошло в 1956 году, на улице появились навесные дорожные знаки и светофоры.
В 1950—1960-х годах на улице преобладало большое количество деревьев.
В разное время на площади Борцов революции находились разные элементы городской среды. В 1905 году на площади находился простой каменный фонтан. В 1950 году этот фонтан был отреставрирован. В будущем он был убран и главным объектом площади стал памятник «Павшим Борцам революции», который был установлен в 1957 году.
На улицах располагались фонари  с декоративным элементов в виде арфы. Только на некоторых участках улицы располагались телеграфные столбы. Их местоположение зависело о того, были ли оснащены дома телефонной связью.
| 2009                          | 2014                          | 2021                          |
| ----------------------------- | ----------------------------- | ----------------------------- |
| Дорожные знаки и указатели:21 | Дорожные знаки и указатели:44 | Дорожные знаки и указатели:56 |
| Уличные фонари:22             | Уличные фонари:38             | Уличные фонари:46             |
| Мусорные баки:20              | Мусорные баки:33              | Мусорные баки:18              |
| Деревья:35                    | Деревья:9                     | Деревья:11                    |
| Цветочные клумбы:41           | Цветочные клумбы:58           | Цветочные клумбы:39           |
| Остановки:0                   | Остановки:1                   | Остановки:1                   |
| Рекламные баннеры:8           | Рекламные баннеры:2           | Рекламные баннеры:2           |
| Телефонные будки:2            | Телефонные будки:1            | Телефонные будки:0            |
| Ларьки:2                      | Ларьки:0                      | Ларьки:0                      |

Изменения:
- С 2014 года заменено дорожное покрытие
- На протяжении всей улицы появились заборы
- Изменился стиль уличных фонарей
- По четной стороне улицы появилась автомобильная стоянка
- На дороге выделили отдельную полосу для автобуса
- С 2021 года изменились дорожные знаки, они стали светоотражающими
- В 2021 году было снесено здание одного из корпусов ТюМГУ

#### Жилая среда
На улице Республики от ул. Красина до ул. Челюскинцев находится всего 3 жилых дома, это дома под номером 14, 28а и 36. Остальные здания на этой улице — это музеи (№ 18, 20), административные здания (№ 30, 21, 28, 26, 24, 17, 12) и корпуса университетов (№ 19, 13, 22, 7).

## Улица Республики: от ул. Челюскинцев до ул. Орджоникидзе

### Исторические здания
- Дом 29

Одной из многочисленных архитектурных достопримечательностей Тюмени является дом Н. Л. Панкратьева — крестьянина Богородского уезда Московской губернии. Он был построен в 1907 году в стиле неоренессанс. На первом этаже сооружения был расположен магазин, в котором продавались игольные и галантерейные товары, а также белье и парфюмерия. Второй этаж использовался как жилой.
- Дом 31

В 1925 году здесь был магазин № 6 Церабкоопа. Сейчас это Тюменский армянский культурный центр им. М. Маштоца.
- Дом 33

Бывший доходный дом, принадлежавший С. С. Бровцыну, затем Н. Л. Панкратьеву. Сейчас на этом месте расположен «Президентотель». Есть сведения, что в конце XIX в. в доходном доме Бровцына арендовал помещение Тюменский клуб приказчиков. Незадолго до 1910 года дом куплен купцом Панкратьевым, после чего там размещались парикмахерская «Костарев и Медведев», магазин белья, галантереи, мехов, парфюмерии и косметики (Панкратьева), колбасные (сначала Миншутина, потом «Мюллер»), нотариальные конторы Бологовского, Сакенко и Борковского, одно время квартировала зубной врач А. И. Теплякова. В 1910-х годах в здании располагался электротеатр «Луч» — один из первых кинотеатров в Тюмени. После революции — текстильная фирма, потом коммуналки. В 1960-е годы в доме снова находилась парикмахерская (служба быта). Сгорел в 1970-х годах.
- Дом 34

Официально филармония была создана 30 октября 1958 года. В этот день Концертно-эстрадное бюро, которое существовало с 1944 года, было реформировано и стала именоваться Тюменской областной филармонией.
- Дом 42

Одной из многочисленных архитектурных достопримечательностей Тюмени является дом купца первой гильдии М. А. Брюханова, построенный в 1907—1909 годах.
- Дом 43

В 1990-е годы это был магазин «Детский мир». Поосле на его месте был построен ТЦ «Москва».
- Дом 47

Раньше это здание было машиностроительным техникумом — первым учебным заведением Тюмени, в котором среднее техническое образование получили более 15 тысяч молодых людей. Все они внесли огромный вклад в экономику тюменского региона. В 2003 году Машиностроительный техникум вошел в структуру Тюменского государственного нефтегазового университета.
- Дом 52

В постановлении Тюменской областной Думы от 6 апреля 1994 года № 2 было записано: «…Считать Тюменскую областную Думу правопреемником областного Совета народных депутатов XXI созыва — прежнего представительного органа государственной власти области».
- Дом 56

Здание было построено в 1953 году. В нем разместились почта, телеграф, городское и областное управление связи. Телеграф начал работать в Тюмени еще в 1862 году. Он был первым в Сибири и располагал двумя ручными коммутаторами на 150 номеров. Станция работала круглосуточно.

### Площади и скверы
- Центральная площадь
- Площадь Раздумий.
- Сквер сибирских кошек

### Памятники
- Памятник В. И. Ленину
- Памятник погибшим сотрудникам милиции
- Памятная доска первому тюменскому радиоузлу

### Жилые дома
- ул. Республики, 39 (1975)
- ул. Республики, 45 / Водопроводная, 40 (1947, 1954)
- ул. Республики, 48 (1963) — в этом доме жил Григорьев Николай Иванович
- ул. Республики, 49 (1959)
- ул. Республики, 58 / ул. Орджоникидзе, 56  (1953) — в доме жили Валентина Федоровна Трофимова (заслуженный учитель школы РСФСР), а также С. И. Карнацевич

### Городская среда
- Изменение облика городской среды.

| 2009                             | 2014                             | 2021                             |
| -------------------------------- | -------------------------------- | -------------------------------- |
| Дорожные знаки и указатели: 28   | Дорожные знаки и указатели: 55   | Дорожные знаки и указатели: 67   |
| Уличные фонари: 21               | Уличные фонари: 64               | Уличные фонари: 64               |
| Мусорные баки: 26                | Мусорные баки: 30                | Мусорные баки: 32                |
| Деревья: 34 (без учёта площадей) | Деревья: 36 (без учёта площадей) | Деревья: 38 (без учёта площадей) |
| Цветочные клумбы:37              | Цветочные клумбы:30              | Цветочные клумбы: 51             |
| Остановки: 2                     | Остановки: 2                     | Остановки: 2                     |
| Рекламные баннеры: 27            | Рекламные баннеры: 28            | Рекламные баннеры:35             |
| Телефонные будки: 0              | Телефонные будки: 0              | Телефонные будки: 0              |
| Ларьки: 4                        | Ларьки: 3                        | Ларьки: 3                        |

### Транспорт

#### Остановки
- Пл. Центральная

1,11д,11,25,27,39,43,48,71,71д,73,83,89,121,135
- Магазин Океан

9,11,14,17,17к,18,30,33,54,55,85,141

## Площади и скверы
- Историческая площадь. Место, откуда начиналась застраиваться Тюмень. На площади установлен памятный камень. Также на ней располагается монумент Победы, возведённый ленинградскими скульпторами на месте пожарной каланчи в 1968 году.
- Исторический сквер — первая площадь города. Она находилась в пределах первой тюменской крепости. Сегодня площадь разделяет центральные улицы города — улицу Республики и улицу Ленина. В сквере расположен памятный крест Ермаку — тому, кто присоединил западно-сибирские территории к России.
- Набережная. Набережная реки Тура активно строится с 2008 года. Открытие планировалось на конец 2010 года.
- Площадь Борцов революции

Вторая площадь Тюмени до приезда Александра II называлась центральной, а после — Александровской. Во время Гражданской войны на площади в братской могиле хоронили бойцов. После этого площадь получила название «Борцов революции».
- Центральная площадь

В XIX веке это была окраина города, и городские власти решили устроить Торговую площадь. Позже по ней прошли улицы, разделившие огромную территорию на несколько мелких. Одним из этих «кусочков» и стала Центральная площадь. После создания Тюменской области в середине XX века на площади построили здания почтампа, УМВД и УМГБ, а также здание Обкома КПСС. Площадь стала главным политическим центром области. Сегодня на ней располагаются Правительство Тюменской области, Областная дума и другие административные учреждения.
- Сквер Немцова — также был частью Торговой площади.
- Сквер Николая Машарова — небольшой сквер, расположенный на перекрёстке улиц Республики и Мориса Тереза. В нём расположен обелиск рабочим станкостроительного завода, внёсшим огромный вклад в дело Великой Победы.
- Площадь 400-летия Тюмени.

Первое строение на этой площади — кинотеатр «Юбилейный» было возведено в 1978 году. Также к 1982 году построили самый высокий (13 этажей) и самый многоквартирный (576 квартир) дом того времени — «Муравейник». Изначально первый этаж отсутствовал и дом как бы «парил» над землей на опорах, что ещё больше привлекало к нему внимание. Однако из-за проблем с коммуникациями, располагавшимися на 1-м техническом этаже, пришлось застроить 1-й этаж магазинами. А в 2008-м Тюменский драматический театр открылся в новом здании, построенном турецкими строителями в классическом стиле. Сегодня новое здание театра — одна из визитных карточек города.
- Текутьевский бульвар. Построен на месте одноименного кладбища, названного в честь купца первой гильдии А. И. Текутьева. Сегодня на бульваре стоит памятник купцу.
- Площадь Губкина.

На площади находятся: Корпус Тюменской государственной академии культуры и искусств, Часовня Дмитрия Донского и гостиница «Восток».
- Сквер Тенистый — небольшой сквер в районе перекрёстка улиц Республики и Тульской.
- Славянский сквер — сквер перед головным офисом Западно-Сибирского филиала Сбербанка РФ. Находится между улицами Республики и Рижской. В сквере расположены 5 фонтанов.

## Транспорт
Улица Республики является одной из главных транспортных артерий Тюмени, поскольку проходит через весь город. На ней расположены две двухуровневые транспортные развязки (Ул. Пермякова и ул. 50 лет Октября). Маршруты основной доли автобусов Тюмени проложены через эту улицу.

## Культурные сооружения
На улице Республики располагаются:
- Тюменский драматический театр
- Тюменская филармония
- Церковь Симеона Богоприимца
- Дворец культуры «Строитель»
- Часовня Дмитрия Донского

## Достопримечательности
В доме на ул. Республики, 146, в 1965—1975 годах жил Герой Социалистического труда, первооткрыватель Покачёвского и множества других месторождений Тюменской нефти Николай Борисович Мелик-Карамов.

## Галерея

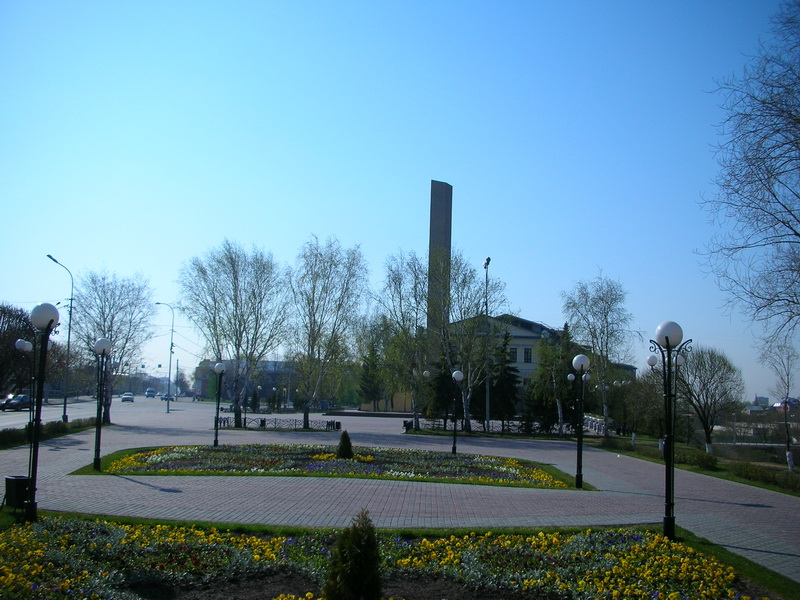
Историческая площадь
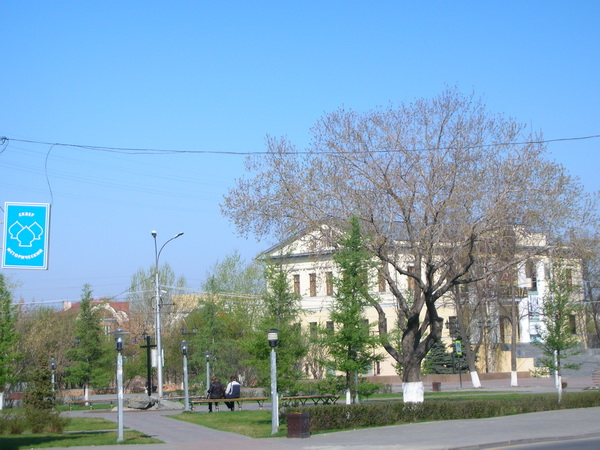
Исторический сквер
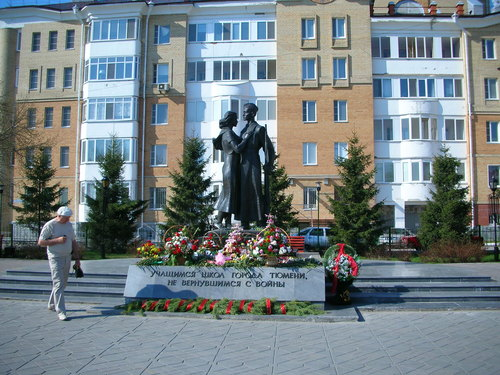
Площадь Борцов Революции
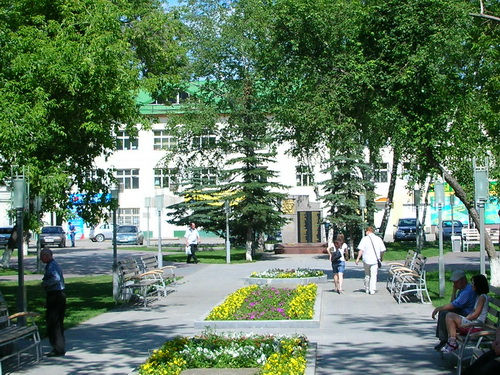
Сквер Машарова
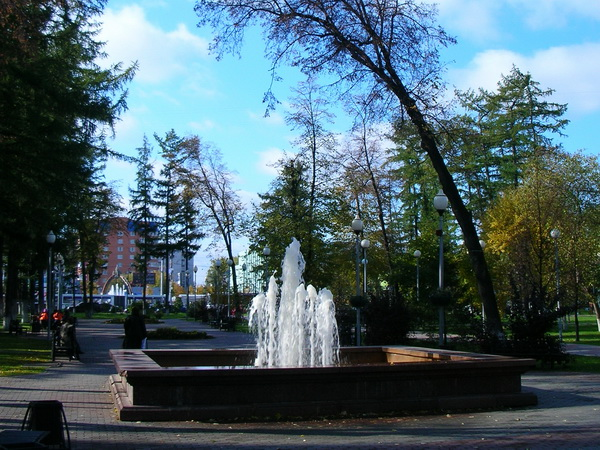
Сквер Немцова
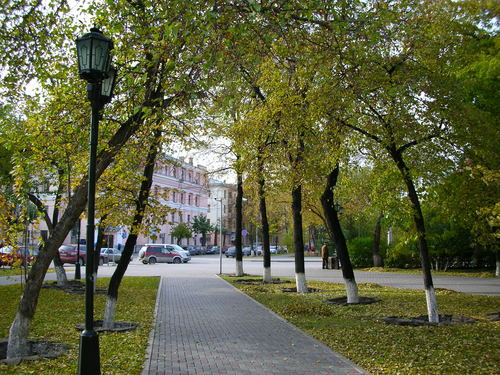
Центральная площадь
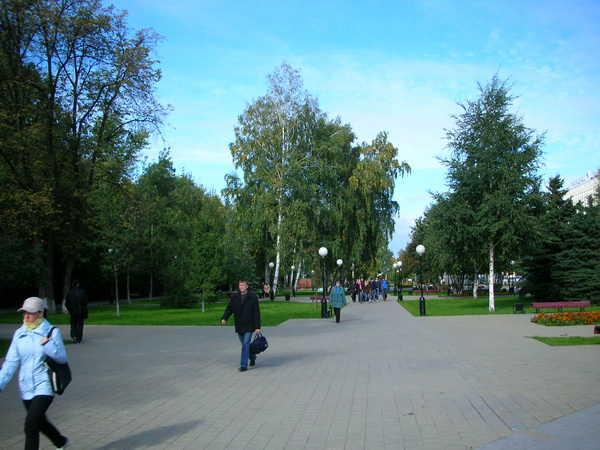
Текутьевский бульвар
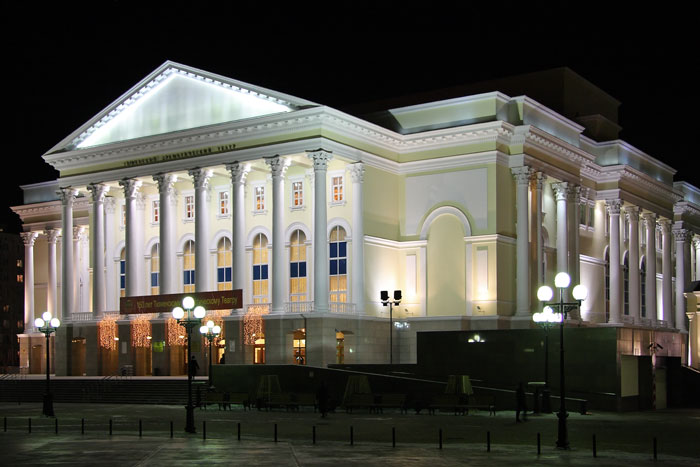
Тюменский драматический театр
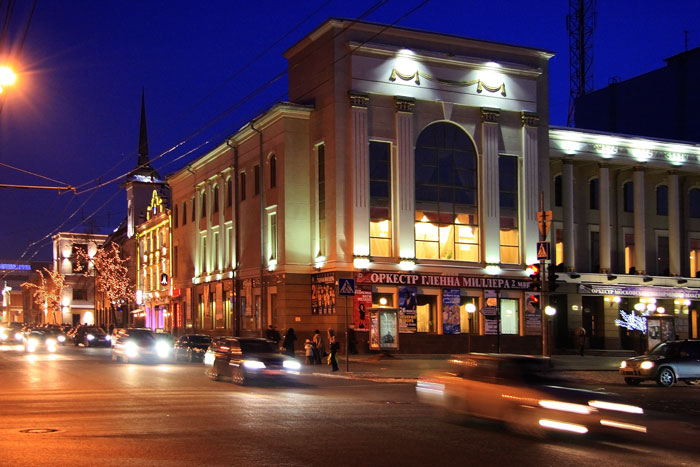
Тюменская филармония
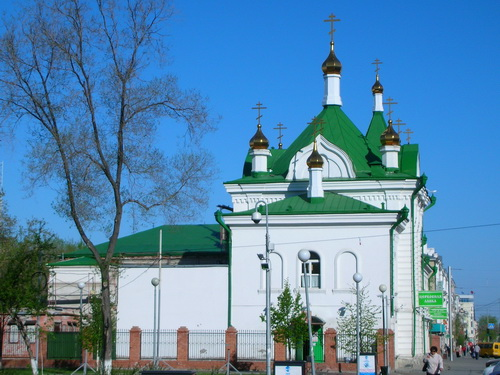
Церковь Симеона Богоприимца